# Michał Żewłakow
Michał Żewłakow, poljski nogometaš, * 22. april 1976, Varšava, Poljska.
Żewłakow je nekdanji nogometni branilec, ki je leta 2013 zaključil kariero.
Njegov brat dvojček Marcin, je tudi bil nogometaš.